# Patrick Bowes-Lyon (tennista)
Patrick Bowes-Lyon (Belgravia, 5 marzo 1863 – Westerham, 5 ottobre 1946) è stato un nobile e tennista britannico, vincitore del doppio maschile al torneo di Wimbledon. Era, inoltre, prozio della regina Elisabetta II del Regno Unito.

## Biografia
Quinto figlio di Claude Bowes-Lyon, XIII conte di Strathmore e Kinghorne, era zio della regina consorte Elizabeth Bowes-Lyon, e quindi prozio della regina Elisabetta II del Regno Unito. Studiò all'università di Cambridge e divenne avvocato, mentre nel tempo libero praticava il tennis, disciplina a cui si dimostrò particolarmente portato.
Durante gli anni 1880 partecipò con assiduità al torneo di Wimbledon. Mentre nel singolare non ottenne mai grandi risultati, nel doppio maschile la coppia che formava con Herbert Wilberforce si rivelò vincente, e i due trionfarono nel doppio del 1887, sconfiggendo in finale James Crispe ed Edward Barratt-Smith (7-5, 6-3, 6-2). L'anno successivo tuttavia non riuscirono a conservare il titolo, venendo sconfitti sempre in finale dai fratelli William ed Ernest Renshaw (6-2, 6-1, 3-6, 4-6, 3-6).
In seguito divenne giudice di pace nel Kent, sposandosi con Alice Wiltshire e avendo quattro figli. La sua vita privata fu tuttavia segnata da numerosi lutti: il figlio primogenito Gavin morì combattendo nella prima guerra mondiale, mentre il secondogenito Angus si suicidò nel 1923. Patrick Bowes-Lyon morì a sua volta nel 1946.

## Finali del Grande Slam

### Doppio

#### Vinte
| Anno | Torneo    | Compagno            | Avversari nella finale            | Punteggio     |
| ---- | --------- | ------------------- | --------------------------------- | ------------- |
| 1887 | Wimbledon | Herbert Wilberforce | James Crispe Edward Barratt-Smith | 7-5, 6-3, 6-2 |